# Снежана
Снежана (или Сњежана) је женско словенко име. Значење имена долази од именице „снег”, односно од придева „снежна”.

## Изведени облици
Изведени облици имена или надимци су: Сњежана, Сњежа, Снежа, Снешка, Снежна.

## Историјат
Име Снежана је кориштено за превод немачког имена Schneewittchen (у значењу „снежнобела") из познате бајке браће Грим Снежана и седам патуљака, што је повећало његову популарност.

## Популарност
Име Снежана је у разним облицима распрострањено у већини словенских земаља: Русији, Украјини, Бугарској, Србији, Хрватској, Словенији и Македонији.
Сњежана је врло популарно име у Хрватској и налази се међу првих сто женских имена. У Хрватској данас живи преко десет хиљада Сњежана. У Словенији је крајем 2024. године било 881 женскa особа са именом Снежана и још 100 варијација тог имена. У Србији је опало по популарности и није се нашло међу првих 100 најпопуларнијих српских имена 2018. године.